# Herrarnas 109 kg i tyngdlyftning vid olympiska sommarspelen 2020
Herrarnas tyngdlyftning i 109-kilosklassen vid olympiska sommarspelen 2020 hölls den 3 augusti 2021 i Tokyo International Forum i Tokyo.
Akbar Djuraev från Uzbekistan tog guld, armeniska Simon Martirosjan tog silver och Artūrs Plēsnieks från Lettland tog brons.

## Tävlingsformat
Varje tyngdlyftare får tre försök i ryck och stöt. Deras bästa resultat i de båda lyften kombineras till ett totalt resultat. Om någon tävlande misslyckas att få ett godkänt lyft, så blir de utslagna. Ifall två tyngdlyftare hamnar på samma resultat, är idrottaren med lägre kroppsvikt vinnare.

## Rekord
Innan tävlingens start gällde följande rekord.
| Världsrekord | Ryck   | Yang Zhe (CHN)          | 200 kg | Tasjkent, Uzbekistan    | 24 april 2021    |
| Världsrekord | Stöt   | Ruslan Nurudinov (UZB)  | 241 kg | Tasjkent, Uzbekistan    | 24 april 2021    |
| Världsrekord | Totalt | Simon Martirosjan (ARM) | 435 kg | Asjchabad, Turkmenistan | 19 november 2018 |

## Resultat
| Placering | Idrottare           | Nation            | Grupp | Kroppsvikt | Ryck (kg) | Ryck (kg) | Ryck (kg) | Ryck (kg) | Stöt (kg) | Stöt (kg) | Stöt (kg) | Stöt (kg) | Totalt   |
| Placering | Idrottare           | Nation            | Grupp | Kroppsvikt | 1         | 2         | 3         | Resultat  | 1         | 2         | 3         | Resultat  | Totalt   |
| --------- | ------------------- | ----------------- | ----- | ---------- | --------- | --------- | --------- | --------- | --------- | --------- | --------- | --------- | -------- |
| 1         | Akbar Djuraev       | Uzbekistan        | A     | 109,00     | 189       | 189       | 193       | 193       | 227       | 234       | 237       | 237 0OR0  | 430 0OR0 |
| 2         | Simon Martirosjan   | Armenien          | A     | 108,90     | 190       | 195       | 198       | 195 0OR0  | 228       | 238       | 238       | 228       | 423      |
| 3         | Artūrs Plēsnieks    | Lettland          | A     | 108,85     | 175       | 180       | 183       | 180       | 220       | 225       | 230       | 230       | 410      |
| 4         | Timur Naniev        | ROC               | A     | 108,95     | 180       | 185       | 188       | 188       | 221       | 221       | 224       | 221       | 409      |
| 5         | Hristo Hristov      | Bulgarien         | A     | 108,90     | 185       | 189       | 192       | 189       | 213       | 219       | 222       | 219       | 408      |
| 6         | Jin Yun-seong       | Sydkorea          | A     | 107,30     | 180       | 185       | 185       | 180       | 220       | 225       | 230       | 220       | 400      |
| 7         | Arkadiusz Michalski | Polen             | A     | 108,60     | 175       | 179       | 179       | 175       | 216       | —         | —         | 216       | 391      |
| 8         | Wesley Kitts        | USA               | A     | 108,35     | 173       | 177       | 177       | 177       | 213       | 213       | 220       | 213       | 390      |
| 9         | Aymen Bacha         | Tunisien          | B     | 108,10     | 172       | 177       | 177       | 177       | 203       | 211       | 217       | 211       | 388      |
| 10        | Öwez Öwezow         | Turkmenistan      | B     | 108,80     | 165       | 171       | 176       | 171       | 200       | 210       | 211       | 200       | 371      |
| 11        | Arnas Šidiškis      | Litauen           | B     | 105,35     | 151       | 156       | 160       | 156       | 182       | 187       | 190       | 187       | 343      |
| 12        | Matthew Lydement    | Australien        | B     | 108,35     | 152       | 158       | 165       | 158       | 180       | 185       | 185       | 180       | 338      |
| 13        | Tanumafili Jungblut | Amerikanska Samoa | B     | 108,90     | 140       | 150       | 155       | 150       | 180       | 190       | 190       | 180       | 330      |
| —         | Ali Hashemi         | Iran              | A     | 108,80     | 177       | 181       | 184       | 184       | 226       | 226       | 228       | —         | —        |